# Дипломатически мисии на Франция
Франция е на второ място в света след САЩ по брой на дипломатически мисии в света .
Списъкът включва всички дипломатически мисии на Франция, без почетните консулства  Архив на оригинала от 2008-08-28 в Wayback Machine..

## Европа
- Австрия
  - Виена (посолство)
- Албания
  - Тирана (посолство)
- Андора
  - Андора (посолство)
- Беларус
  - Минск (посолство)
- Белгия
  - Брюксел (посолство)
  - Антверпен (генерално консулство)
  - Лиеж (генерално консулство)
- Босна и Херцеговина
  - Сараево (посолство)
- България
  - София (посолство)
- Ватикан
  - Рим (посолство)
- Великобритания
  - Лондон (посолство)
  - Единбург (генерално консулство)
  - Гибралтар (консулство)
  - Джърси (консулство)
  - Гърнси (консулство)
- Германия
  - Берлин (посолство)
  - Дюселдорф (генерално консулство)
  - Франкфурт (генерално консулство)
  - Хамбург (генерално консулство)
  - Мюнхен (генерално консулство)
  - Саарбрюкен (генерално консулство)
  - Щутгарт (генерално консулство)
- Гърция
  - Атина (посолство)
  - Солун (генерално консулство)
- Дания
  - Копенхаген (посолство)
- Естония
  - Талин (посолство)
- Ирландия
  - Дъблин (посолство)
- Исландия
  - Рейкявик (посолство)
- Испания
  - Мадрид (посолство)
  - Барселона (генерално консулство)
  - Билбао (генерално консулство)
  - Севиля (генерално консулство)
  - Аликанте (консулски офис)
  - Малага (консулски офис)
- Италия
  - Рим (посолство)
  - Милано (генерално консулство)
  - Неапол (генерално консулство)
  - Торино (генерално консулство)
  - Генуа (консулство)
- Кипър
  - Никозия (посолство)
- Латвия
  - Рига (посолство)
- Литва
  - Вилнюс (посолство)
- Люксембург
  - Люксембург (посолство)
- Северна Македония
  - Скопие (посолство)
- Малта
  - Валета (посолство)
- Молдова
  - Кишинев (посолство)
- Монако
  - Монако (посолство)
- Норвегия
  - Осло (посолство)
- Полша
  - Варшава (посолство)
  - Краков (генерално консулство)
- Португалия
  - Лисабон (посолство)
  - Порто (генерално консулство)
- Румъния
  - Букурещ (посолство)
- Русия
  - Москва (посолство)
  - Санкт Петербург (генерално консулство)
- Словакия
  - Братислава (посолство)
- Словения
  - Любляна (посолство)
- Сърбия
  - Белград (посолство)
- Украйна
  - Киев (посолство)
- Унгария
  - Будапеща (посолство)
- Финландия
  - Хелзинки (посолство)
- Нидерландия
  - Хага (посолство)
  - Амстердам (генерално консулство)
- Хърватия
  - Загреб (посолство)
- Черна гора
  - Подгорица (посолство)
- Чехия
  - Прага (посолство)
- Швейцария
  - Берн (посолство)
  - Женева (генерално консулство)
  - Цюрих (генерално консулство)
- Швеция
  - Стокхолм (посолство)

## Северна Америка
- Гватемала
  - Гватемала (посолство)
- Доминиканска република
  - Санто Доминго (посолство)
- Канада
  - Отава (посолство)
  - Монреал (генерално консулство)
  - Квебек (генерално консулство)
  - Торонто (генерално консулство)
  - Ванкувър (генерално консулство)
  - Монктон (консулство)
- Коста Рика
  - Сан Хосе (посолство)
- Куба
  - Хавана (посолство)
- Мексико
  - Мексико (посолство)
- Никарагуа
  - Манагуа (посолство)
- Панама
  - Панама (посолство)
- Салвадор
  - Сан Салвадор (посолство)
- САЩ
  - Вашингтон (посолство)
  - Атланта (генерално консулство)
  - Бостън (генерално консулство)
  - Чикаго (генерално консулство)
  - Хюстън (генерално консулство)
  - Лос Анджелис (генерално консулство)
  - Маями (генерално консулство)
  - Ню Орлиънс (генерално консулство)
  - Ню Йорк (генерално консулство)
  - Сан Франциско (генерално консулство)
- Сейнт Лусия
  - Кастрис (посолство)
- Тринидад и Тобаго
  - Порт ъф Спейн (посолство)
- Хаити
  - Порт о Пренс (посолство)
- Хондурас
  - Тегусигалпа (посолство)
- Ямайка
  - Кингстън (посолство)

## Южна Америка
- Аржентина
  - Буенос Айрес (посолство)
- Боливия
  - Ла Пас (посолство)
- Бразилия
  - Бразилия (посолство)
  - Рио де Жанейро (генерално консулство)
  - Сао Паоло (генерално консулство)
  - Ресифе (консулство)
- Венецуела
  - Каракас (посолство)
- Еквадор
  - Кито (посолство)
- Колумбия
  - Богота (посолство)
- Парагвай
  - Асунсион (посолство)
- Перу
  - Лима (посолство)
- Суринам
  - Парамарибо (посолство)
- Уругвай
  - Монтевидео (посолство)
- Чили
  - Сантяго де Чиле (посолство)

## Африка
- Алжир
  - Алжир (посолство)
  - Анаба (генерално консулство)
- Ангола
  - Луанда (посолство)
- Бенин
  - Котону (посолство)
- Ботсвана
  - Габороне (посолство)
- Буркина Фасо
  - Уагадугу (посолство)
- Бурунди
  - Бужумбура (посолство)
- Габон
  - Либървил (посолство)
  - Порт Жантил (генерално консулство)
- Гана
  - Акра (посолство)
- Гвинея
  - Конакри (посолство)
- Гвинея-Бисау
  - Бисау (посолство)
- Демократична република Конго
  - Киншаса (посолство)
- Джибути
  - Джибути (посолство)
- Египет
  - Кайро (посолство)
  - Александрия (генерално консулство)
- Екваториална Гвинея
  - Малабо (посолство)
- Еритрея
  - Асмара (посолство)
- Етиопия
  - Адис Абеба (посолство)
- Замбия
  - Лусака (посолство)
- Зимбабве
  - Хараре (посолство)
- Кабо Верде
  - Прая (посолство)
- Камерун
  - Яунде (посолство)
  - Дуала (генерално консулство)
  - Гароуа (консулство)
- Кения
  - Найроби (посолство)
- Коморски острови
  - Морони (посолство)
- Република Конго
  - Бразавил (посолство)
  - Понт Нор (генерално консулство)
- Кот д'Ивоар
  - Абиджан (посолство)
- Либия
  - Триполи (посолство)
- Мавритания
  - Нуакшот (посолство)
- Мавриций
  - Порт Луи (посолство)
- Мадагаскар
  - Антананариво (посолство)
  - Антсиранана (консулски офис)
  - махаянга (консулски офис)
  - Тоамасина (консулски офис)
- Мали
  - Бамако (посолство)
- Мароко
  - Рабат (посолство)
  - Агадир (генерално консулство)
  - Казабланка (генерално консулство)
  - Фес (генерално консулство)
  - Маракеш (генерално консулство)
  - Танжер (генерално консулство)
- Мозамбик
  - Мапуту (посолство)
- Намибия
  - Виндхук (посолство)
- Нигер
  - Ниамей (посолство)
- Нигерия
  - Абуджа (посолство)
  - Лагос (генерално консулство)
- Сенегал
  - Дакар (посолство)
  - Сейнт Луи (генерално консулство)
- Сейшелски острови
  - Виктория (посолство)
- Судан
  - Хартум (посолство)
- Танзания
  - Дар ес Салаам (посолство)
- Того
  - Ломе (посолство)
- Тунис
  - Тунис (посолство)
- Уганда
  - Кампала (посолство)
- Централноафриканска република
  - Банги (посолство)
- Чад
  - Нджамена (посолство)
- ЮАР
  - Претория (посолство)
  - Кейптаун (посолство/генерално консулство)
  - Йоханесбург (генерално консулство)

## Азия
- Азербайджан
  - Баку (посолство)
- Армения
  - Ереван (посолство)
- Афганистан
  - Кабул (посолство)
- Бангладеш
  - Дака (посолство)
- Бахрейн
  - Манама (посолство)
- Бруней
  - Бандар Сери Бегаван (посолство)
- Виетнам
  - Ханой (посолство)
  - Хошимин (генерално консулство)
- Грузия
  - Тбилиси (посолство)
- Израел
  - Тел Авив (посолство)
  - Йерусалим (генерално консулство)
  - Хайфа (консулство)
- Индия
  - Ню Делхи (посолство)
  - Мадрас (генерално консулство)
  - Мумбай (генерално консулство)
- Индонезия
  - Джакарта (посолство)
- Ирак
  - Багдад (посолство)
- Иран
  - Техеран (посолство)
- Йемен
  - Сана (посолство)
- Йордания
  - Аман (посолство)
- Казахстан
  - Алмати (посолство)
- Камбоджа
  - Пном Пен (посолство)
- Катар
  - Доха (посолство)
- Китай
  - Пекин (посолство)
  - Чънду (генерално консулство)
  - Гуанджоу (генерално консулство)
  - Хонконг (генерално консулство)
  - Шанхай (генерално консулство)
  - Ухан (генерално консулство)
- Киргизстан
  - Бишкек (посолство)
- Кувейт
  - Кувейт (посолство)
- Лаос
  - Виентян (посолство)
- Ливан
  - Бейрут (посолство)
- Мианмар
  - Янгон (посолство)
- Малайзия
  - Куала Лумпур (посолство)
- Монголия
  - Улан Батор (посолство)
- Непал
  - Катманду (посолство)
- Обединени арабски емирства
  - Абу Даби (посолство)
  - Дубай (генерално консулство)
- Оман
  - Маскат (посолство)
- Пакистан
  - Исламабад (посолство)
  - Карачи (генерално консулство)
- Саудитска Арабия
  - Рияд (посолство)
  - Джида (генерално консулство)
- Сингапур
  - Сингапур (посолство)
- Сирия
  - Дамаск (посолство)
  - Халеб (консулство)
- Таджикистан
  - Душанбе (посолство)
- Тайван
  - Тайпе (институт)
- Тайланд
  - Банкок (посолство)
- Туркменистан
  - Ашхабад (посолство)
- Турция
  - Анкара (посолство)
  - Истанбул (генерално консулство)
- Узбекистан
  - Ташкент (посолство)
- Филипини
  - Манила (посолство)
- Шри Ланка
  - Коломбо (посолство)
- Южна Корея
  - Сеул (посолство)
- Япония
  - Токио (посолство)
  - Осака (генерално консулство)

## Океания
- Австралия
  - Канбера (посолство)
  - Сидни (генерално консулство)
- Вануату
  - Порт Вила (посолство)
- Нова Зеландия
  - Уелингтън (посолство)
- Папуа Нова Гвинея
  - Порт Морсби (посолство)
- Фиджи
  - Сува (посолство)

## Междудържавни организации
- - Адис Абеба - Африкански съюз
  - Брюксел - ЕС
  - Брюксел - НАТО
  - Вашингтон - Организация на американските държави
  - Вашингтон - Икономически съвет за Латинска Анерика и Карибския басейн
  - Вашингтон - Международен валутен фонд
  - Вашингтон - Банка за развитие
  - Виена - ООН
  - Женева - ООН
  - Женева - Световна търговска организация
  - Лондон - Мвждународна морска организация
  - Монреал - Международна организация за гражданска авиация
  - Найроби - ООН
  - Нумеа - Секретариат на Тихоокеанската общност
  - Ню Йорк - ООН
  - Париж - Организация за икономическо сътрудничество и развитие)
  - Париж - ЮНЕСКО
  - Рим - ФАО
  - Страсбург - Съвет на Европа